# Patrick Cooney
Patrick „Paddy“ Mark Cooney (irisch Pádraig Ó Cuana, * 2. März 1931 in Dublin) ist ein irischer Politiker der Fine Gael, ehemaliger Abgeordneter des Europäischen Parlaments und Minister.

## Biografie
Cooney absolvierte ein Studium der Rechtswissenschaften und war im Anschluss als beratender Rechtsanwalt (Solicitor) tätig.
Er begann seine politische Laufbahn als Kandidat der Fine Gael am 14. April 1970 mit seiner Nachwahl zum Abgeordneten (Teachta Dála) des Unterhauses (Dáil Éireann). Dort vertrat er bis 1977 den Wahlkreis Longford-Westmeath. Nachdem er 1977 nicht wieder zum Abgeordneten des Unterhauses gewählt worden war, erfolgte kurz darauf seine Wahl zum Mitglied des Senats (Seanad Éireann). Dort vertrat er bis 1981 die Interessen der Gruppe Kultur und Erziehung. Zwischen 1981 und 1989 war er erneut als Vertreter des Wahlkreises Longford-Westmeath Abgeordneter des Dáil.
Cooney wurde am 14. März 1973 als Justizminister in das Kabinett von Premierminister (Taoiseach) Liam Cosgrave berufen und behielt dieses Amt bis zum Ende von Cosgraves Regierungszeit am 5. Juli 1977. Premierminister Garret FitzGerald ernannte ihn zwischen Juni 1981 und März 1982 zum Verkehrsminister sowie Minister für Post und Telegrafie in dessen Kabinett. Nachdem FitzGerald am 14. Dezember 1982 erneut Premierminister geworden war, berief dieser Cooney zum Verteidigungsminister. Im Rahmen einer Kabinettsumbildung übergab er am 14. Februar 1986 das Amt des Verteidigungsministers an den bisherigen Minister für Fischerei und Forstwirtschaft, Paddy O’Toole, während er selbst bis zum 10. März 1987 das Amt des Erziehungsministers übernahm.
1989 verzichtete er auf eine erneute Kandidatur für das Unterhaus, nachdem er am 15. Juni 1989 zum Mitglied des Europäischen Parlaments gewählt worden war. Dem Europaparlament gehörte er bis zum Ende der Wahlperiode 1994 an.